# Prevalle
Prevalle (lombardul: Guiù) település Olaszországban, Lombardia régióban, Brescia megyében. Lakosainak száma 6781 fő (2023. január 1.). Prevalle Bedizzole, Calvagese della Riviera, Gavardo, Muscoline, Nuvolento és Paitone községekkel határos.

## Népesség
A település lakossága az elmúlt években az alábbi módon változott:
| Lakosok száma | 6977 | 6943 | 6781 |
|               | 2017 | 2018 | 2023 |